# Lekkoatletyka na Letnich Igrzyskach Olimpijskich 2024 – bieg na 3000 m z przeszkodami kobiet
Bieg na 3000 m z przeszkodami kobiet podczas XXXIII Letnich Igrzysk Olimpijskich w Paryżu odbył się w dniu 4 i 6  sierpnia 2024. Do rywalizacji przystąpiło 36 sportowców. Areną zawodów był Stade de France.

## Terminarz
| Data            | Godzina |         |
| --------------- | ------- | ------- |
| 4 sierpnia 2024 | 10:05   | Runda 1 |
| 7 sierpnia 2024 | 21:43   | Finał   |

## Rekordy
Tabela uwzględnia rekordy uzyskane przed rozpoczęciem zawodów.
|                   | Zawodnik                 | Wynik   | Miejsce | Data             |
| ----------------- | ------------------------ | ------- | ------- | ---------------- |
| Rekord świata     | Beatrice Chepkoech       | 8:44,32 | Monako  | 20 lipca 2018    |
| Rekord olimpijski | Gulnara Samitowa-Gałkina | 8:58,81 | Pekin   | 17 sierpnia 2008 |

## Rezultaty

### Runda 1
Do finału awansowało 5 pierwszych zawodniczek z każdego biegu.

### Bieg 1
| Poz. | Zawodniczka      | Reprezentacja     | Czas    | Uwagi |
| ---- | ---------------- | ----------------- | ------- | ----- |
| 1    | Peruth Chemutai  | Uganda            | 9:10.51 | Q     |
| 2    | Faith Cherotich  | Kenia             | 9:10.57 | Q     |
| 3    | Gesa Krause      | Niemcy            | 9:10.68 | Q     |
| 4    | Courtney Wayment | Stany Zjednoczone | 9:10.72 | Q     |
| 5    | Lomi Muleta      | Etiopia           | 9:10.73 | Q,    |
| 6    | Marwa Bouzayani  | Tunezja           | 9:10.91 | PB    |
| 7    | Carolina Robles  | Hiszpania         | 9:22.48 |       |
| 8    | Parul Chaudhary  | Indie             | 9:23.39 |       |
| 9    | Aneta Konieczek  | Polska            | 9:24.43 | PB    |
| 10   | Daisy Jepkemei   | Kazachstan        | 9:24.69 |       |
| 11   | Aimee Pratt      | Wielka Brytania   | 9:27.26 |       |
| 12   | Regan Yee        | Kanada            | 9:27.81 |       |

### Bieg 2
| Poz. | Zawodniczka        | Reprezentacja     | Czas    | Uwagi |
| ---- | ------------------ | ----------------- | ------- | ----- |
| 1    | Winfred Yavi       | Bahrajn           | 9:15.11 | Q     |
| 2    | Sembo Almayew      | Etiopia           | 9:15.42 | Q     |
| 3    | Valerie Constien   | Stany Zjednoczone | 9:16.33 | Q     |
| 4    | Elizabeth Bird     | Wielka Brytania   | 9:16.46 | Q     |
| 5    | Norah Jeruto       | Kazachstan        | 9:16.46 | Q     |
| 6    | Olivia Gürth       | Niemcy            | 9:16.47 | PB    |
| 7    | Ceili McCabe       | Kanada            | 9:20.71 |       |
| 8    | Kinga Królik       | Polska            | 9:26.61 | PB    |
| 9    | Luiza Gega         | Albania           | 9:27.41 |       |
| 10   | Flavie Renouard    | Francja           | 9:27.70 |       |
| 11   | Cara Feain-Ryan    | Australia         | 9:28.72 | PB    |
| 12   | Jackline Chepkoech | Kenia             | 9:35.56 |       |

### Bieg 3
| Poz. | Zawodniczka             | Reprezentacja     | Czas    | Uwagi |
| ---- | ----------------------- | ----------------- | ------- | ----- |
| 1    | Beatrice Chepkoech      | Kenia             | 9:13.56 | Q     |
| 2    | Alice Finot             | Francja           | 9:14.78 | Q     |
| 3    | Lea Meyer               | Niemcy            | 9:14.85 | Q,    |
| 4    | Alicja Konieczek        | Polska            | 9:16.51 | Q,    |
| 5    | Irene Sánchez-Escribano | Hiszpania         | 9:17.39 | Q,    |
| 6    | Ilona Mononen           | Finlandia         | 9:22.77 | NR    |
| 7    | Marisa Howard           | Stany Zjednoczone | 9:24.78 |       |
| 8    | Stella Rutto            | Rumunia           | 9:31.23 |       |
| 9    | Amy Cashin              | Australia         | 9:32.93 |       |
| 10   | Tatiane Raquel da Silva | Brazylia          | 9:33.96 |       |
| 11   | Belén Casetta           | Argentyna         | 9:34.78 |       |
| 12   | Xu Shuangshuang         | Chiny             | 9:43.50 |       |

### Finał
| Poz.   | Zawodniczka             | Reprezentacja     | Czas    | Uwagi |
| ------ | ----------------------- | ----------------- | ------- | ----- |
| złoto  | Winfred Yavi            | Bahrajn           | 8:52.76 | OR    |
| srebro | Peruth Chemutai         | Uganda            | 8:53.34 | NR    |
| brąz   | Faith Cherotich         | Kenia             | 8:55.15 | PB    |
| 4      | Alice Finot             | Francja           | 8:58.67 | ER    |
| 5      | Sembo Almayew           | Etiopia           | 9:00.83 | SB    |
| 6      | Beatrice Chepkoech      | Kenia             | 9:04.24 |       |
| 7      | Elizabeth Bird          | Wielka Brytania   | 9:04.35 | NR    |
| 8      | Lomi Muleta             | Etiopia           | 9:06.07 | PB    |
| 9      | Norah Jeruto            | Kazachstan        | 9:08.97 | SB    |
| 10     | Lea Meyer               | Niemcy            | 9:09.59 | PB    |
| 11     | Irene Sánchez-Escribano | Hiszpania         | 9:10.43 | PB    |
| 12     | Courtney Wayment        | Stany Zjednoczone | 9:13.60 |       |
| 13     | Alicja Konieczek        | Polska            | 9:21.31 |       |
| 14     | Gesa Felicitas Krause   | Niemcy            | 9:26.96 |       |
| 15     | Valerie Constien        | Stany Zjednoczone | 9:34.08 |       |